# Rusty Lake
Rusty Lake (с англ. — «Ржавое озеро») — нидерландская независимая студия из Амстердама, основанная в марте 2015 года разработчиками Робином Расом и Маартеном Лойсе. Студия занимается разработкой и изданием мультиплатформенных приключенческих игр, события которых разворачиваются в одноимённом вымышленном мире Ржавого Озера. На сегодняшний день выпущено 10 игр серии Cube Escape и 5 платных игр в рамках той же игровой вселенной. 20 сентября 2018 года компания выпустила вместе с одноимённой игрой короткометражный фильм Paradox.

## История

### Предыстория
Как признаются разработчики, они оба по образованию очень далеки от компьютерных игр: Робин изучал в университете юриспруденцию, а Маартен — ландшафтную архитектуру.
История студии началась задолго до её основания. Ещё в 2009 году Робин Рас, один из будущих основателей Rusty Lake, создал международную сеть 2Concept Network, где располагались различные казуальные игровые порталы, такие как, например, UFO.nl, 1001MahjongGames.com, PlayBubbleShooter.com, 1001FootballGames.com, OnlySolitaire.com, GamesOnly.com и 2Player.com.
Летом 2011 года другой будущий основатель студии, Маартен Лойсе, начал в свободное время заниматься популярным тогда flash-программированием, создав проект Het Nieuws: The Game, который заключался в разработке простых небольших игр, основанных на актуальных в то время новостях. Например, в первой части игры EHEC-crisic игрок боролся с эпидемией кишечной палочки. Проект получил известность, и многие из игр Маартена стали известны. Игру Johan Derksen: The Game даже показали в одном из выпусков нидерландской телепрограммы Voetbal International, благодаря чему Маартен дал интервью на радио.
В какой-то момент Маартен и Робин познакомились в сети, и Робин присоединился к проекту Het Nieuws: The Game. Первой игрой, которую они создали вместе, была Save Harry, выпущенная 3 сентября 2012 года. О многих из этих игр также продолжали говорить в широких кругах в интернете и писать в СМИ.
В 2013 году Маартен Лойсе решил заняться более серьёзными игровыми проектами и ради этой цели основал свою студию Studio Maarten. Летом того же года он совместно с компанией Abroy Games выпустил игру Samsara Room, которая позже была официально признана предшественником серии Cube Escape (весной 2020 года был выпущен её ремейк, ныне связанный с Cube Escape в одну вселенную), а осенью совместно с сайтом MouseCity — игру A Fall From Grace.
Весной 2014 года Маартен принял участие в создании игры в команде 1001.com. Игра носит название 2048 Fuzzy Monsters и является небольшой карточной flash-игрой о различных монстрах. При создании он находился на должности ведущего разработчика. Робин Рас в том же году, но летом выпустил игру Suarez: The Biteman Returns.

### Студия Rusty Lake
В январе 2015 года Маартен присоединился к амстердамскому коворкингу A Lab и, заняв лабораторию 101, основал компанию LoyaltyGame, которая занималась разработкой и поддержкой одноимённой платформы для инди-разработчиков.
Примерно в то же время Робин и Маартен, вдохновившись американским сериалом «Твин Пикс», начали работать над собственной игровой вселенной. В апреле 2015 года была основана студия Rusty Lake, по сей день являющаяся крупнейшим проектом компании LoyaltyGame. Одновременно студия запустила свой веб-сайт, где публикуются новости о разработке будущих игр. Помимо этого там можно найти популярные приключенческие мини игры, головоломки в жанре room escape (с англ. — «выбраться из комнаты»), фан-арты от пользователей и собственный магазин сувениров с символикой игр и студии.
Изначально студия выпускала все свои игры абсолютно бесплатно — вероятно, из-за нехватки первоначального бюджета и, в том числе, для привлечения аудитории к бесплатному контенту. В апреле 2015 были выпущены первые игры серии — Seasons и The Lake. С июня по сентябрь того же года вышли ещё 4 игры серии: Arles, Harvey’s Box, Case 23 и The Mill. В декабре 2015 года вышла первая платная игра студии — Rusty Lake Hotel. Платные игры студии отличаются тем, что требуют гораздо больше времени для прохождения.
В 2016 года был выпущен ещё один платный проект под названием Rusty Lake Roots. 11 января 2018 года — выход третьей платной игры Rusty Lake Paradise.
В 2018 году, во время разработки десятой игры серии — Cube Escape Paradox, Rusty Lake в сотрудничестве с компанией THE LAB начала производство короткометражного фильма, события которого дополняют игру и помогают найти дополнительные концовки. Режиссёром фильма Paradox: A Rusty Lake выступил Шон ван Лейенхорст (нидерл. Sean van Leijenhorst). Фильм и игра были выпущены 20 сентября 2018 года. В марте 2019 Rusty Lake начали разработку первого спин-оффа к серии Cube Escape — The White Door. Игра вышла в декабре 2019 года и была удостоена множества наград.
Также было принято решение основать отдельную студию Second Maze специально для издания The White Door и последующего издательства игр других инди-разработчиков. Second Maze была основана в марте 2019, а уже в январе 2020 года The White Door вышла в свет и стала первой игрой, изданной Second Maze.
30 апреля 2020 года в честь пятой годовщины студии Rusty Lake выпустили ремейк своей первой игры Samsara Room, при этом включив новое произведение в игровую вселенную Cube Escape и Rusty Lake.
14 октября 2020 года Rusty Lake выпустили сборник Cube Escape: Collection, включающий в себя все девять ранее выпущенных игр серии Cube Escape. Все игры были улучшены: в них были изменены шрифты, а также произошли незначительные улучшения в графической составляющей.
Игра The Past Within, выпущенная 2 ноября 2022 года, стала первой студии, совмещающей двухмерную графику с трехмерной. Она стала первой кооперативной игрой студии — игра была рассчитана на двух игроков.
Игра Underground Blossom, выпущенная 29 июня 2023 года для Android и iOS и 27 сентября для ПК, была посвящена жизни Лоры Вандербум — персонажа, уже появлявшегося в ряде игр серии, начиная с Seasons, — и содержала больший акцент на повествовании, чем прошлые игры серии.

## Игры
| Год  | Название                  | Прим.                                                   |
| ---- | ------------------------- | ------------------------------------------------------- |
| 2015 | Cube Escape: Seasons      |                                                         |
| 2015 | Cube Escape: The Lake     |                                                         |
| 2015 | Cube Escape: Arles        |                                                         |
| 2015 | Cube Escape: Harvey's Box |                                                         |
| 2015 | Cube Escape: Case 23      |                                                         |
| 2015 | Cube Escape: The Mill     |                                                         |
| 2015 | Rusty Lake Hotel          |                                                         |
| 2016 | Cube Escape: Birthday     |                                                         |
| 2016 | Cube Escape: Theatre      |                                                         |
| 2016 | Rusty Lake Roots          |                                                         |
| 2017 | Cube Escape: The Cave     |                                                         |
| 2018 | Rusty Lake Paradise       |                                                         |
| 2018 | Cube Escape: Paradox      |                                                         |
| 2020 | The White Door            |                                                         |
| 2020 | Samsara Room              | Ремейк игры 2013 года                                   |
| 2020 | Cube Escape Collection    | сборник из девяти ранее выпущенных эпизодов Cube Escape |
| 2022 | The Past Within           |                                                         |
| 2023 | Underground Blossom       |                                                         |
| 2025 | The Mr. Rabbit Magic Show |                                                         |
| TBA  | Servant of the Lake       |                                                         |

## Сторонние проекты
| Год  | Название                        | Прим.                                                                           |
| ---- | ------------------------------- | ------------------------------------------------------------------------------- |
| 2018 | Paradox: A Rusty Lake Film      | Короткометражный игровой фильм                                                  |
| 2019 | Cube Escape: Paradox Comic Book | Комикс по мотивам игры Cube Escape: Paradox                                     |
| 2024 | Rusty Lake Untold: The Lab      | Настольная ролевая игра                                                         |
| 2025 | The Intern                      | Короткометражный игровой фильм, выпущенный на юбилей в честь 10-ти летия студии |